# 정방사 (제천시)
정방사(淨芳寺)는 대한민국 충청북도 제천시에 있는 사찰이다. 대한불교조계종 소속인 이 사찰은 조계종 제5교구 본사 법주사의 말사이다.
금수산의 정상에 가까운 지점의 암벽 아래 자리 잡고 있다. 법당 뒤를 병풍처럼 둘러친 거대한 암벽은 의상대로 불린다. 월악산 국립공원의 북단에 위치한 금수산 신선봉 능선에 있기 때문에 충주호가 한눈에 내려다보이는 등 전망이 좋다. 서쪽 산중의 무암사와 함께 금수산을 대표하는 절이다.
신라 시대에 승려 의상이 창건했다는 설화가 전한다. 의상이 던진 지팡이가 하늘을 날아 이 곳에 꽂혔기에 그 자리에 절을 지었다는 것이다. 창건 시기는 신라 문무왕 2년인 662년이라고 전해지나, 이 시기의 사찰 창건에 대한 대부분의 이야기가 그렇듯 확증할만한 기록은 없다.
사찰의 주존불인 목조 관음보살 좌상은 제천시 시도유형문화재 제206호로 지정되어 있다. 건물은 법당과 요사, 현혜문 등이 있으며 법당은 19세기에 지어진 것이다.
주변에 금수산, 무암사, 능강계곡, 신선봉, 충주호, 청풍문화재단지 등 관광지가 있고 예부터 명승지로 알려진 단양팔경도 인근이다.

## 같이 보기
- 금수산
- 충주호

## 참고 자료
- “정방사”. 투어가이드. 2008년 5월 25일에 확인함.
- “정방사,청량사 여행정보”. 한겨레. 2004년 5월 20일. 2008년 5월 25일에 확인함.[깨진 링크(과거 내용 찾기)]